# Charles J. Fillmore
Charles J. Fillmore (Saint Paul, 9 d'agost de 1929 - San Francisco, 13 de febrer de 2014) va ser un lingüista estatunidenc i professor de la Universitat de Califòrnia a Berkeley. Es va doctorar en lingüística per la Universitat de Michigan el 1961. Fillmore va passar deu anys a la Universitat Estatal d'Ohio i un any com a becari al Centre for Advanced Study in the Behavioral Sciences de la Universitat Stanford abans d'incorporar-se al departament de Lingüística de Berkeley el 1971. Fillmore va tenir una gran influència en les àrees de sintaxi i semàntica lèxica.
El 2009, es va celebrar un congrés de tres dies a la UC Berkeley per a celebrar el seu 80è aniversari. Fillmore va rebre el 2012 el Lifetime Achievement Award de l'Associació de Lingüística Computacional. Va morir el 2014.

## Biografia
Fillmore va romandre tres anys amb l'exèrcit estatunidenc al Japó, on va interceptar converses codificades russes a la ràdio d'ona curta i va aprendre japonès. En acabar, va ensenyar anglès en una escola budista de noies mentre anava a classes a la Universitat de Kyoto.
Va tornar als Estats Units, doctorant-se a la Universitat de Michigan i després ensenyant a la Universitat d'Ohio. En aquell moment, encara era un defensor de la teoria de la gramàtica generativa de Noam Chomsky durant la seva primera fase gramatical de transformació. El 1963, el seu article «The position of embedding transformations in a Grammar» va introduir el cicle transformacional. La idea central és aplicar primer regles a la unitat aplicable més petita, després a la unitat més petita que la conté, etc. Aquest principi ha estat una idea fonamental de les teories de la sintaxi des de llavors.
El 1965, Fillmore havia arribat a reconèixer que la semàntica té un paper crucial en la gramàtica. El 1968, va publicar la seva teoria de la gramàtica de casos, on es va destacar el fet que els participants semàntics poden predir l'estructura sintàctica. Una acció pot tenir un agent, un pacient, finalitats, ubicacions, etc. Aquests participants van ser anomenats «casos» al seu article original, però més tard es van conèixer com a papers semàntics o papers temàtics, que són similars als theta roles de la gramàtica generativa.
Després del seu trasllat a la UC Berkeley, el 1971, aquesta teoria va acabar evolucionant vers una teoria lingüística cognitiva més àmplia anomenada Frame Semantics (1976). Un esdeveniment comercial, per exemple, implicava elements fonamentals com ara un venedor, un comprador, alguna cosa bona i una mica de diners. En el llenguatge, aquest esdeveniment es pot expressar de diverses maneres diferents, per exemple, utilitzant el verb «vendre» o el verb «comprar». Segons la semàntica de marcs, el significat s'estudia millor en termes dels conceptes mentals i dels participants en la ment del parlant i del destinatari.
Al mateix temps, les conferències sobre la dixi de Fillmore, pronunciades el 1971 a Santa Cruz i publicades el 1975, van contribuir a establir l'àmbit de la pragmàtica lingüística, que estudia la relació entre la forma lingüística i el context de l'enunciat.
En tota aquesta investigació, va subratllar la importància fonamental de la semàntica i el seu paper en la motivació de fenòmens sintàctics i morfològics. La seva col·laboració amb Paul Kay i George Lakoff es va generalitzar en la teoria de la gramàtica de construccions. Aquest treball tenia com a objectiu desenvolupar una teoria completa de la gramàtica que reconegués plenament el paper de la semàntica des del principi, alhora que adoptava formalismes basats en àmbits tan populars com la informàtica i el processament de llenguatge natural. Aquesta teoria es va basar en la noció de construcció a partir de gramàtiques tradicionals i pedagògiques en lloc dels formalismes basats en regles que dominen la majoria de la gramàtica generativa. Una de les obres més conegudes de Fillmore de l'època (amb Paul Kay i Cathy O'Connor) va aparèixer a Language el 1988 com a «Regularity and Idiomaticity in Grammatical Constructions: The Case of Let Alone». El seu article va posar en relleu els mèrits d'una teoria així centrant-se en la construcció «let alone». Amb el pas del temps, la gramàtica de construccions es va convertir en una àrea de recerca pròpia i diversos investigadors en van proposar diverses variants.
Fillmore és àmpliament reconegut com un dels fundadors de la lingüística cognitiva. El primer capítol de Cognitive Linguistics de Cruse i Croft (2004), per exemple, comença amb un resum de l'obra de Fillmore. Fillmore va ser president de la Societat Lingüística d'Amèrica el 1991 i va rebre un doctorat honoris causa per la Universitat de Chicago el 2000.
El seu llegat continua amb els seus nombrosos estudiants notables, com ara Adele Goldberg, Laura Michaelis, Christopher Johnson, Miriam R.L. Petruck, Len Talmy i Eve Sweetser.

## FrameNet
El 1988, Fillmore va impartir classes de lexicografia computacional en una escola d'estiu de la Universitat de Pisa, on va conèixer Sue Atkins, que realitzava anàlisis semàntiques marc des d'una perspectiva lexicogràfica. En les seves posteriors discussions i col·laboracions, Fillmore va arribar a reconèixer la importància de considerar la lingüística de corpus. Van discutir el dictionary of the future, en què cada paraula estaria lligada a frases d'exemples de corpus.
Després de 23 anys a la UC Berkeley, Fillmore es va retirar el 1994 i es va unir a l'International Computer Science Institute de Berkeley. Allà va iniciar un projecte anomenat FrameNet, una descripció estructurada en línia del lèxic anglès que implementava gran part del que havia proposat anteriorment de manera més teòrica a la seva teoria, alhora que implementava la idea de posar èmfasi en frases d'exemples de corpus. A FrameNet, les paraules es descriuen en funció dels marcs mentals que evoquen. Les dades es recopilen del British National Corpus, s'anoten per a relacions semàntiques i sintàctiques i s'emmagatzemen en una base de dades organitzada tant per ítems lèxics com per frames. FrameNet ha inspirat projectes paral·lels que investiguen altres idiomes com el castellà, l'alemany i el japonès.
A causa de la influència del projecte, el número 16 de l'International Journal of Lexicography es va dedicar completament a FrameNet. El projecte ha tingut una gran influència en la lingüística computacional i en el processament de llenguatge natural. FrameNet va conduir a l'establiment de la tasca d'anàlisi semàntica superficial o etiquetatge automàtic de rol semàntic (SRL). El primer sistema SRL automàtic va ser desenvolupat per l'alumne de postgrau de Berkeley, Daniel Gildea. En reconeixement de les seves contribucions a la lingüística computacional, Fillmore va rebre el 2012 el Lifetime Achievement Award de l'Association for Computational Linguistics. Juntament amb Collin F. Baker. També va rebre el Antonio Zampolli Award el 2012, atorgat per l'Associació Europea de Recursos Lingüístics .